# Джуца (посёлок)
Джуца — посёлок в Предгорном районе (муниципальном округе) Ставропольского края России.

## География
Село Джуца расположено на высоте 609 м над уровнем моря.
Расстояние до краевого центра: 144 км.
Расстояние до районного центра: 13 км.

## История
В 1972 году Указом Президиума ВС РСФСР поселок МТФ № 6 колхоза им. Ленина переименован в Джуца.
До 16 марта 2020 года посёлок входил в состав в составе муниципального образования «Сельское поселение Этокский сельсовет».

## Население
| 1989 | 2002 | 2010  | 2014  | 2021  |
| ---- | ---- | ----- | ----- | ----- |
| 406  | ↗651 | ↗1095 | ↗1100 | ↗1307 |

По данным переписи 2002 года, 60 % населения — русские.

## Связь
Фиксированная связь и ADSL
Ставропольский филиал Ростелекома.
Сотовая связь 2G/3G/4G
МегаФон, Билайн, МТС.